# (20002) Tillysmith
(20002) Tillysmith es un asteroide del cinturón de asteroides con designación provisional 1991 EM. Tiene una excentricidad de 0,14005780 y una inclinación de 20.20976º.
Este asteroide fue descubierto el 10 de marzo de 1991 por Robert H. McNaught desde Siding Spring.